# Yanlızçamlar, Bitlis
Yanlızçamlar là một xã thuộc thành phố Bitlis, tỉnh Bitlis, Thổ Nhĩ Kỳ. Dân số thời điểm năm 2011 là 312 người.